# Auguste Hay de Bonteville
Auguste Hay de Bonteville   (Ernée, 9 de desembre de 1775 - 7 de gener de 1846) fou un cap de Chouan, actiu durant la Revolució Francesa.

## Biografia
Va ser el tercer fill d'Anne-Joachim, comte de Keranrais, i de Victoire du Bailleul d'Orcize. El seu oncle Victor Hay de Bonteville havia estat el primer venerable de la lògia maçònica de Fougères, però havia estat rebutjat per haver donat la contrasenya a Alexandre Picquet du Boisguy, pare del general Aimé Picquet du Boisguy.
Durant la Chouannerie, es va convertir en un dels principals lloctinents d'Aimé Picquet du Boisguy i va ser nomenat cap de la columna South Ferns, sobrenomenat Brutale com a tinent coronel. Després que Aimé du Boisguy fos nomenat general de brigada, Bonteville va rebre el comandament de la divisió de Fougères i va ser elevat al rang de coronel.
La seva germana es va casar a Jersey el 1797, amb el germà gran de Toussaint du Breil de Pontbriand. Bonteville es va casar amb M. lle Minault de La Hailaudière amb qui va tenir un fill, Olympe, i una filla.
Va ser alcalde de Larchamp del 1815 al 1821.